# Seru Rabeni

a Compétitions nationales et continentales officielles uniquement.

b Matchs officiels uniquement.
Dernière mise à jour le 25 juillet 2025.
Seru Rabeni, né le 27 décembre 1978 à Nabouwalu (Fidji) et mort le 15 mars 2016 à Nasaki (Fidji), est un joueur international fidjien de rugby à XV et de rugby à sept. Il évolue au poste de centre ou d'ailier.

## Carrière

### En club
Seru Rabeni commence sa carrière dans son pays natal avec les clubs de Lautoka et de Suva.
Il rejoint ensuite la Nouvelle-Zélande, et joue d'abord en National Provincial Championship avec Otago, puis à partir de 2003 le Super 12 avec la franchise des Highlanders.
En 2004, il s'engage avec le club anglais des Leicester Tigers. Avec cette équipe, il remporte la Premiership en 2007 et 2009.
En 2009, alors qu'il doit signer à Gloucester, son contrat est finalement annulé pour des problèmes de genoux décelés lors de la visite médicale. À la place, il rejoint finalement le promu Leeds Carnegie.
Une saison plus tard, il signe un contrat de deux saisons avec le Stade rochelais, qui vient d'accéder au Top 14. Il joue ensuite sa deuxième saison en Pro D2 suite à la relégation de son club.
En 2012, il s'engage avec le Stade montois, récent promu en Top 14. Il met un terme à sa carrière de joueur en juin 2023.

### En équipe nationale
Seru Rabeni joue avec la sélection fidjienne à sept à partir de 1998, et dispute notamment les Jeux du Commonwealth de 2002.
Il obtient sa première cape internationale avec les Fidji à XV le 20 mai 2000, à l'occasion d'un match contre l'équipe du Japon.
En 2003, il fait partie du groupe fidjien retenu pour disputer la Coupe du monde en Australie. Il joue les quatre matchs de son équipe comme titulaire au poste de premier centre.
En 2004, 2006 et 2008, il participe aux trois tournées des Pacific Islanders.
Avec les Fidji, il est sélectionné pour disputer la Coupe du monde 2007 en France. Il est utilisé au poste de second centre lors de la phase de poule, en association avec Seremaia Bai. Pour le quart de finale perdu contre l'Afrique du Sud, Bai étant replacé à l'ouverture, il joue premier centre avec Kameli Ratuvou à ses côtés,.
Il termine sa carrière internationale par un match face au Japon en juillet 2011, match pour lequel il reçoit un carton rouge,. Il n'est ensuite pas retenu pour disputer la Coupe du monde 2011.

## Biographie
Avant de devenir joueur professionnel de rugby, Seru Rabeni était professeur des écoles.
Après sa carrière de joueur il devient entraîneur de rugby auprès de l'équipe américaine de Lindenwood, puis celle hongkongaise des Discovery Bay Pirates.
Il meurt subitement le 15 mars 2016 aux Fidji, à la suite d'un problème cardiaque. 

## Palmarès
- 30 sélections avec l'Équipe des Fidji entre 2000 et 2011.
- 2 essais (10 points)
- Sélections par année : 1 en 2000, 6 en 2002, 8 en 2003, 2 en 2004, 4 en 2006, 5 en 2007, 1 en 2009, 2 en 2010 et 1 en 2011
- Participation à la Coupe du monde en 2003 (4 matchs) et la 2007 (5 matchs).

- 9 sélections avec les Pacific Islanders entre 2004 et 2008.